# Теорема о шести окружностях

Примеры конфигураций при изменении радиуса первой окружности. В последнем случае три окружности в цепи совпадают друг с другом.

Теорема о шести окружностях — теорема в геометрии треугольника.

## Формулировка
Рассмотрим цепь из окружностей, каждая из которых касается двух сторон данного треугольника, а также предыдущей окружности в цепи. Тогда эта цепь замыкается, в том смысле, что шестая окружность касается первой.

## Вариации и обобщения

Теорема о семи окружностях
Проведём цепочку из шести черных окружностей (см. рис. справа), каждая из которых касается седьмой окружности (красная) и двух соседних окружностей. Тогда три линии (синие), проведенные между противоположными парами точек касания с седьмой окружностью, пересекаются в одной точке (зеленая). Эта элементарная по сути теорема не была известна вплоть до 1974 года .
Подобрав радиусы трёх окружностей соответствующим образом (и выставив окружности наружу), можно получить прямые вместо трёх оставшихся окружностей. Эти прямые образуют треугольник, а все четыре нарисованные окружности будут создавать ситуацию с последнего рисунка среди четырёх примеров к основной теореме, где также видны три чевианы к точкам касания окружностей и прямых, пересекающиеся в одной точке.